# Seuneubok Kuyun
Seuneubok Kuyun is een bestuurslaag in het regentschap Aceh Timur van de provincie Atjeh, Indonesië. Seuneubok Kuyun telt 625 inwoners (volkstelling 2010).